# Athetis horus
Athetis horus là một loài bướm đêm trong họ Noctuidae.